# 普羅尼亞
普羅尼亞（希臘文：πρόνοια，英文：pronoia，字面意思為「關心」、「預見」、「天命」）是一種拜占庭式的封建制度。此制度創立於11世紀，而在不同的統治者統治之下，普羅尼亞的施行會有些許的改變。

## 制度介紹
普羅尼亞是一種可以追溯到11世紀的制度，普羅尼亞是指皇帝會授予一個人或一群人國家明確的收入來源之財政和使用權利，而普羅尼亞的擁有者稱為普羅尼亞爾(pronoiarios)，在其土地上耕作的人則稱為帕羅伊寇伊(paroikoi)。
普羅尼亞所賦予的使用權利為普羅尼亞的擁有者可以請求國家財產之租金及其他費用，擁有者也可以擁有特定的帕羅伊寇伊所進行的勞動服務；而普羅尼亞所賦予的財政權利通常是帕羅伊寇伊所繳納的稅收，和不動產如土地、漁業、礦山、碼頭等的稅收。由於國家收入來源種類繁多，因而授予的權利和授予形式也各有所不同。
普羅尼亞通常藉由帝國的文件進行割讓、發放，且相關權利如土地面積、帕羅伊寇伊及其義務，以及普羅尼亞所對應的貨幣價值也會被紀錄於特殊文件普拉提卡(prakrika)中。

## 科穆寧王朝之發展與應用
科穆寧王朝時期有許多皇室成員透過皇帝直接支付或是授予普羅尼亞的方式擁有豐厚的收入，最早的例子即是皇帝阿歷克塞一世授予其姻親兄弟尼基弗魯斯·梅利塞諾斯塞薩洛尼基地區。
許多普羅尼亞的擁有者會在受封後密謀叛變，如克里特公爵尼基弗魯斯第歐根尼、土地在塞薩洛尼基周圍的約翰·羅傑裡奧斯、蒙費拉的雷尼爾以及後來成為皇帝的安德洛尼卡一世。顯然授予普羅尼亞不只會削弱帝國的財政，更會提升各自獨立的危險程度，而皇帝似乎也知道這點，因此常將這種受封留在家族內部，並將他們限制在遠離帝國邊界的地方。
曼努埃爾一世統治時期，其會授予士兵與軍官皇家的土地或收取地方賦稅的權利，以作為軍餉的替代品，而這種近似於阿歷克塞一世授予家族封地的方式，也被稱為普羅尼亞。如曼努埃爾一世於1158年準備遠征敘利亞時，便採用此種方式支付士兵的軍餉。沃倫·T·崔德戈認為曼努埃爾一世透過這種方式聚集而來的軍隊被視為是拜占庭記憶中以來最偉大的軍隊。
拜占庭學家喬治·奧斯特羅戈爾斯基認為儘管帝國在科穆寧王朝時期持續依賴雇傭軍，但普羅尼亞作為一種保衛帝國的手段仍是有效的。

## 巴列奧略王朝之發展與應用
相較於在科穆寧和安傑洛斯王朝管理之下，普羅尼亞在巴列奧略王朝管理之下較佳。由於封地價值並非一成不變，因此巴列奧略王朝會定期對普羅尼亞進行檢查、重新評估和調整，如1341年坎塔庫澤諾斯向士兵重新分配財產以整頓軍隊，實際上坎塔庫澤諾斯即是對於普羅尼亞進行重新評估。
米海爾八世為了保持對王座與國家的忠誠，使得普羅尼亞可以被繼承，而這個改變也為普羅尼亞的發展史訂下一個里程碑，因為它模糊了所有權與普羅尼亞之間的界線。普羅尼亞爾的子嗣通常會繼承父親的軍職並將封地變成家族封地，但他們仍會持續履行義務，並逐漸形成一群低階層的貴族。值得注意的是，後期所有軍事服務都有獲得世襲權力的趨勢，但在普羅尼亞中，沒有證據證明世襲權曾被自動贈與。即使是14世紀下半葉，世襲權也是被臨時授予且需要被批准的。
皇帝有時也會向普羅尼亞徵稅而非徵召他們，如1284年皇帝安德洛尼卡二世重啟色薩利遠征時，並未從國庫撥款，而是透過向普羅尼亞徵收十分之一的稅賦來籌備資金以免除他們參與遠征的義務。他未將普羅尼亞爾當作士兵，而是將他們視為稅吏，繳交部分稅金而剩下的當報酬。

## 註腳
1. ↑  Lauritzen, Frederick. Leichoudes' pronoia of the Mangana. Zbornik Radova Vizantinoloskog Instituta. 2018: 82  [2024-06-18]. （原始内容存档于2019-06-26）.
2. 1 2 3  Bartusis, Mark C. . University of Pennsylvania Press. 1992: 162. ISBN 0-8122-3179-1.
3. 1 2 3  . Economics in Late Byzantine World," from Foundation of the Hellenic World.   [2024-06-18]. （原始内容存档于2023-03-31）.
4. ↑  Treadgold, Warren T. . Stanford University Press. 1997: 682-683. ISBN 0-8047-2421-0.
5. ↑  Treadgold, Warren T. . Stanford University Press. 1997: 643-644. ISBN 0-8047-2421-0.
6. ↑  Bartusis, Mark C. . University of Pennsylvania Press. 1992: 344. ISBN 0-8122-3179-1.
7. ↑  Treadgold, Warren T. . Stanford University Press. 1997: 819. ISBN 0-8047-2421-0.
8. ↑  Bartusis, Mark C. . University of Pennsylvania Press. 1992: 187. ISBN 0-8122-3179-1.
9. ↑  . Economics in Late Byzantine World," from Foundation of the Hellenic World.   [2024-06-18]. （原始内容存档于2021-04-20）.
10. ↑  Treadgold, Warren T. . Stanford University Press. 1997: 820. ISBN 0-8047-2421-0.
11. ↑  Bartusis, Mark C. . University of Pennsylvania Press. 1992: 346. ISBN 0-8122-3179-1.
12. ↑  Treadgold, Warren T. . Stanford University Press. 1997: 746. ISBN 0-8047-2421-0.